# Spardeck
Ein Spardeck (englisch: spar deck) ist ein Schiffsdeck auf einem Schiff.

## Einzelheiten
Nach Definition von Behörden und Klassifikationsgesellschaften ist ein Spardeck ein leicht gebautes geschlossenes Deck oberhalb des Hauptdecks.
Spardecks kamen zum Ende des 18. Jahrhunderts auf, als man auf Kriegsschiffen begann, den Raum über der Kuhl fast ganz zu schließen und somit ein durchgehendes Deck zwischen Back und Schanz erhielt. Dies Deck war leichter als die übrigen Decks und hatte seinen Namen von den dort gelagerten Reservespieren (englisch Spar). Hier befanden sich auch die Beiboote. 
Auf Eisenschiffen wurden sie anfangs auf Frachtschiffen mit Passagiereinrichtungen zur Verbindung vorhandener Decksaufbauten gebaut, um eine zusätzliche (oft temporäre) überdachte Decksfläche für Passagiere zu schaffen. Aus dem Spardeck entwickelte sich später das dauerhaft aus Eisen oder Stahl gebaute, aber ebenfalls von der Vermessung ausgeschlossene Schutzdeck. Sowohl für Spar- als auch für Schutzdecks gaben Klassifikationsgesellschaften eigene Vorschriften hinsichtlich der zu wählenden Materialien und deren Stärken heraus. Schiffe mit Spardeck(s) wurden entsprechend als Spardecker klassifiziert.